# Tími nornarinnar
Tími nornarinnar (Nederlands: De tijd van de heks) is een IJslandse vierdelige tv-misdaadserie gebaseerd op het gelijknamige boek van Árni Þórarinsson (Arni Thorarinsson).
Tími nornarinnar is het vierde verhaal rond de antiheld en journalist Einar. De serie is in april 2011 uitgezonden door de RUV, de IJslandse publieke radio- en televisiezender, en in juli 2012 op de SVT, de Zweedse omroep onder de naam Haxans tid.
De serie is ook op DVD uitgegeven (voorzien van Engelstalige ondertiteling).

## Verhaallijn
Einar, een journalist bij de IJslandse krant Evening Press, maakt samen met fotograaf Joa een reportage over de verdwijning van een acteur. Tegelijkertijd valt een vrouw in het water tijdens een rafting-trip in Skagafjörður, slaat met haar hoofd op een rots en sterft zonder bij bewustzijn te zijn gekomen. Einar besluit om de waarheid uit te zoeken.